# Bitwa o Bunker Hill

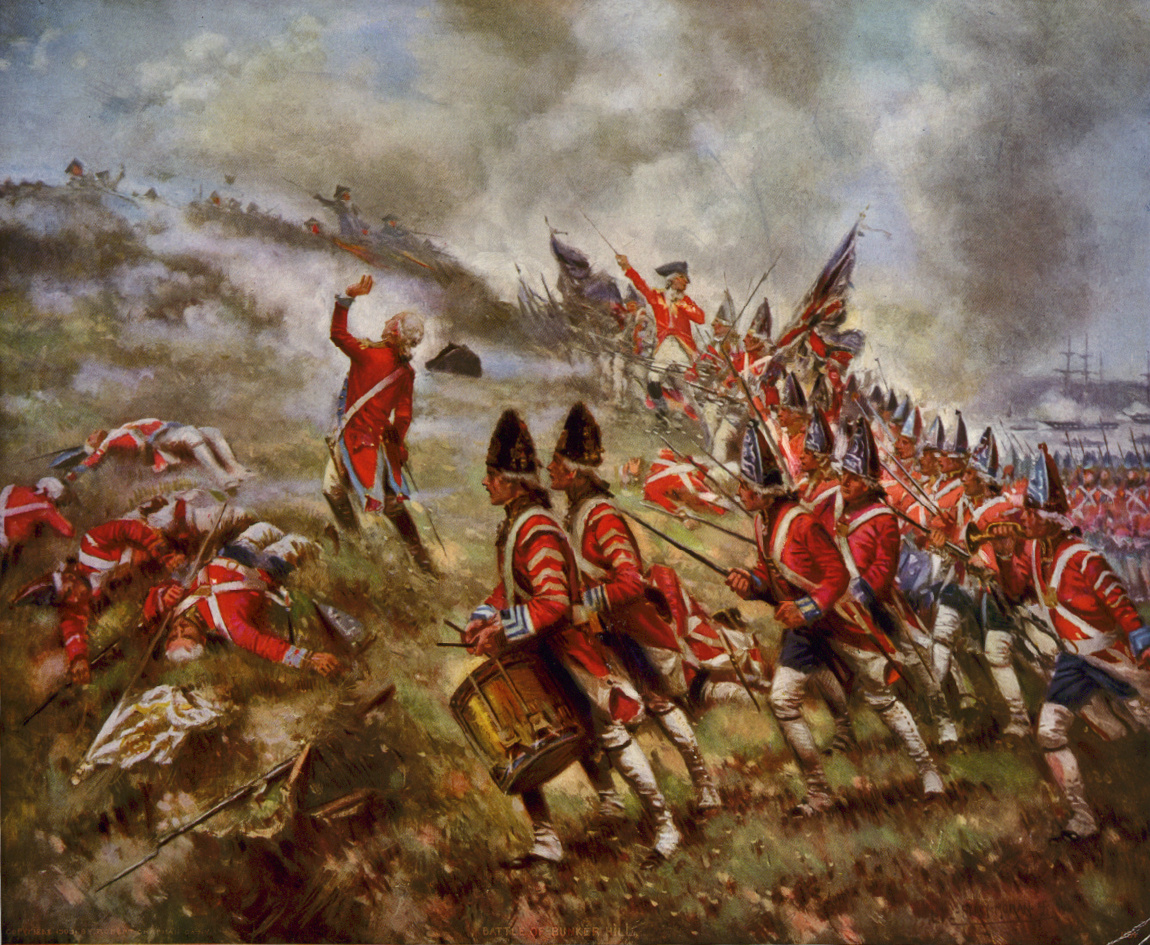
Bitwa pod Bunker Hill według Percy’ego Morana

Bitwa o Bunker Hill – starcie zbrojne, które miało miejsce 16 czerwca 1775 roku, w czasie oblężenia Bostonu, podczas amerykańskiej wojny o niepodległość. Skończyła się brytyjskim zwycięstwem okupionym jednak znacznymi stratami.

## Przygotowania do bitwy
W nocy 16 czerwca pułkownik Prescott poprowadził 1 500 ludzi na Bunker Hill, wzgórze położone w Charlestown, dzisiejszej dzielnicy Bostonu (wówczas była to wyspa oddzielona od Bostonu wąskim kanałem). Putnam, Prescott i ich oficer saperów – kapitan Richard Gridley, nie zgadzali się ze sobą jak należy rozmieścić obronę. Breed’s Hill posiadało dobre warunki do obrony, więc ustalono, że tam należy rozmieścić pierwszą linię obrony. Prescott i jego ludzie, używający szkiców Gridleya, zaczęli kopać umocnienia na 50 m długie i 25 m szerokie złożone z rowów i ziemnych wałów. Dodali też rowy i wały będące przedłużeniem umocnień w kierunku rzeki Charles na ich prawym skrzydle i zaczęli umacniać płot znajdujący się na lewym skrzydle.

## Bitwa
Wczesnym rankiem, około godz. 4, wachtowi na pokładzie brytyjskiego okrętu HMS „Lively” dostrzegli nowe umocnienia. Okręty otworzyły ogień, tymczasowo wstrzymując prace ziemne Amerykanów. Admirał Samuel Graves obudził się na swoim okręcie admiralskim HMS „Somerset” zirytowany rozpoczęciem ostrzału bez jego rozkazu. W pierwszej chwili zdecydował o przerwaniu ognia, lecz wycofał rozkaz, gdy znalazł się na pokładzie i zobaczył prace fortyfikacyjne amerykańskich rebeliantów. Rozpoczęto ostrzał ze wszystkich 128 dział znajdujących się w porcie. Ogień był jednak mało efektywny, gdyż działa okrętowe nie były w stanie podnosić luf na taką wysokość, by pociski mogły sięgać szczytu wzgórz.
Po prawie sześciu godzinach zorganizowano wreszcie odpowiednie siły piechoty. Generał William Howe miał prowadzić główny atak, mający kierować się frontalnie na amerykańskie umocnienia. Brygadier Robert Pigot na brytyjskim lewym skrzydle miał prowadzić atak na amerykańską redutę. Major John Pitcairn prowadził odwody. Szalupy Brytyjczyków musiały odbyć kilka kursów, aby przetransportować siły Howe’a na północno-wschodni skraj półwyspu. Ostatecznie cała armia zebrała się o godz. 2 po południu. Żołnierze musieli czekać w gorący dzień w pełnym wyposażeniu ważącym ok. 30 kg.
Amerykanie − widząc co się dzieje − domagali się posiłków, ale jedyne oddziały jakie przybyły to dwa regimenty z New Hampshire (200 ludzi) pod dowództwem Johna Starka. Ludzie Starka zajęli pozycje przy płocie na lewym (północnym) krańcu amerykańskich pozycji. Ponieważ odpływ otworzył wolną przestrzeń wzdłuż rzeki Mystic, rebelianci szybko rozbudowali płot z krótką ścianą z kamienia od północy. Stark wkopał drewniany słupek około 30 metrów przed płotem i rozkazał, by nikt nie otwierał ognia dopóki Brytyjczycy go nie miną.
Amerykanie mieli problemy z utrzymaniem dyscypliny w szeregach. Ponieśli wprawdzie niewielkie straty w wyniku bombardowania, ale wielu żołnierzy próbowało skorzystać z okazji i zabierało się do transportowania rannych na tyły. Wielu żądało odwrotu, w tym wśród dowódców – dr Joseph Warren, prezydent Rady i ówczesny przewodniczący rewolucyjnego rządu Stanu Massachusetts oraz Seth Pomeroy. W chwili rozpoczęcia bitwy rebelianci dysponowali około 1400 ludźmi, zaś Brytyjczycy 2600.
Pierwszy atak został odparty na linii płotu i reduty skoncentrowanym ogniem z niewielkiej odległości, z ciężkimi stratami Brytyjczyków. Rezerwy, zbierające się dopiero na północ od miasta, także poniosły straty na skutek karabinowego ognia kompanii zgrupowanej w domostwach Charlestown. Ludzie Howe'a, po przeformowaniu, ruszyli wkrótce do drugiego – również nieudanego − ataku na wał.
Jednak Amerykanie utracili dyscyplinę ognia. W XVIII wieku polegała ona na tym, że poszczególne kompanie strzeleckie strzelały, nabijały na nowo broń i zmieniały pozycje na rozkaz. Tymczasem, po pierwszej salwie, wszyscy Amerykanie zaczęli walczyć indywidualnie. Każdy strzelec starał się strzelać jak najszybciej, gdy tylko mógł nabić na nowo broń i znaleźć cel. Brytyjczycy wycofali się na ich pierwotne pozycje w celu przegrupowania. Flota wraz z artylerią z Crops Hill na półwyspie Boston ostrzelały Charlestown. Wszystkie budynki miasta i doki zostały spalone, ale przyczajeni tam strzelcy wyborowi wycofali się bez strat.
Trzeci, lepiej zorganizowany i przeprowadzony, atak brytyjski przyniósł zdobycie amerykańskich pozycji. Rezerwy amerykańskie były na wyczerpaniu. Obydwa skrzydła brytyjskie skupiły uderzenie na reducie. Amerykanie, którzy wyczerpali amunicję, przeszli do walki wręcz, w której przewagę mieli Brytyjczycy walczący bagnetami (Amerykanie ich nie mieli).

## Wynik bitwy i straty
Bitwa pod Bunker Hill była dla Brytyjczyków pyrrusowym zwycięstwem. Ich straty wyniosły 226 zabitych i 828 rannych (razem 1 054 ludzi), podczas gdy straty Amerykańskie wyniosły 140 zabitych, 270 rannych i 30 wziętych do niewoli (razem 440 ludzi); Warren, który poległ w ostatniej fazie bitwy, był pierwszym generałem amerykańskim, jaki padł na polu bitwy.
W armii brytyjskiej, spośród oficerów – tylko generał Howe nie był ranny. Poległ major Pitcairn, ciężko ranny został pułkownik James Abercrombie. Amerykański odwrót i brytyjskie natarcie umożliwiły tym ostatnim zajęcie Bunker Hill i Breed’s Hill na półwyspie Charlestown, ale większość Amerykanów wycofała się pod koniec dnia na nowe pozycje u podstawy półwyspu utworzone przez Putnama. Uniemożliwiło to wyczerpanym żołnierzom Howe’a uderzenie na Cambridge i przerwanie oblężenia. Brytyjskie straty były tak ciężkie, że kolejne ataki na oblegających Boston rebeliantów były nie do przeprowadzenia. Od tego momentu Brytyjczycy zaczęli zdawać sobie sprawę z beznadziejności sytuacji.